# Тальмберк
Тальмберк (по-немецки: Talmberg или Talenberg) — небольшая деревня и муниципальная часть Самопше (Самопеш) в районе Кутна-Гора Чешской Республики. Деревня была построена вокруг замка Тальмберк, который был построен в XIII веке, но заброшен к 1533 году.

## История
Тальмберк был основан в конце XIII века, вероятно, Грознатой из Ужице. В 1297 году замок впервые косвенно упоминается под именем Вильгельма Тальмберкского. Замок оставался в семье Тальмберков до 1390 года, когда Гавел Мёдек из Вальдека и его брат Вильгельм захватили замок у Дивиша из Тальмберка. Дивиш восстановил контроль над замком в 1397. Когда Дивиш умер в 1415 году, его сын Олдрих унаследовал Тальмберк. Лорды Тальмберка потеряли право собственности на замок к 1473 году, а к 1533 году он был полностью заброшен.
Жители деревни начали использовать замковые камни для строительства, которое продолжалось до 19 века. В 1933 году часть оставшейся конструкции рухнула.
Руины замка Тальмберк являются охраняемым памятником культуры с 1966 года.

## В культуре
Город в 1403 году под руководством лорда Дивиша из Талмберка был широко представлен в чешской ролевой игре Kingdom Come: Deliverance. Другие замки, показанные в игре, — это Пиркштайн, Верхний замок Ратае (оба в Ратае-на-Сазаве) и замок в Серебряной Скалице.